# Oecetis atpomarus
Oecetis atpomarus är en nattsländeart som beskrevs av Malicky 1992. Oecetis atpomarus ingår i släktet Oecetis och familjen långhornssländor. Inga underarter finns listade i Catalogue of Life.